# Plat, Rogaška Slatina
Plat je razloženo obcestno naselje v Občini Rogaška Slatina.